# Xyris neglecta
Xyris neglecta är en gräsväxtart som beskrevs av L.A.Nilsson. Xyris neglecta ingår i släktet Xyris och familjen Xyridaceae. Inga underarter finns listade i Catalogue of Life.